# Estadilla (kommunhuvudort)
Estadilla är en kommunhuvudort i Spanien.   Den ligger i provinsen Provincia de Huesca och regionen Aragonien, i den nordöstra delen av landet, 400 km nordost om huvudstaden Madrid. Estadilla ligger 447 meter över havet och antalet invånare är 831.
Terrängen runt Estadilla är kuperad åt nordost, men åt sydväst är den platt. Runt Estadilla är det glesbefolkat, med 16 invånare per kvadratkilometer. Närmaste större samhälle är Barbastro, 9,9 km väster om Estadilla. Trakten runt Estadilla består till största delen av jordbruksmark.